# میکال تسور
میکال تسور (عبری: מיכל צור‎؛ زادهٔ ۱ فوریهٔ ۱۹۷۳) مدیر اجرایی اهل اسرائیل است.